# HD 115310
HD 115310 (r Centauri) é uma estrela na constelação de Centaurus. Com uma magnitude aparente visual de 5,11, é visível a olho nu em locais com pouca poluição luminosa. De acordo com as medições de paralaxe pelo satélite Gaia, está situada a 257 anos-luz (79 parsecs) da Terra. A essa distância, sua magnitude é diminuída em 0,17 devido à extinção causada por gás e poeira no meio interestelar.
r Centauri é uma estrela gigante de classe K no ramo de gigante vermelha, com um tipo espectral de K0III. Com uma massa de 2,71 vezes a massa solar, a estrela expandiu-se para 10,8 vezes o raio solar. Irradia 67 vezes a luminosidade solar de sua fotosfera a uma temperatura efetiva de 5 060 K.
Esta estrela apresenta variações na velocidade radial, o que indica que é uma binária espectroscópica. O tempo monitorado é curto demais para a determinação de parâmetros orbitais. A contribuição da estrela companheira para a luz total do sistema é estimada em menos de 1%.